# Eczemotes cerviniapex
Eczemotes cerviniapex là một loài bọ cánh cứng trong họ Cerambycidae.